# NX・TCリース&ファイナンス
- NX・TCリース&ファイナンス
- NX・TCリース＆ファイナンス
- NX･TCリース&ファイナンス
- NX･TCリース＆ファイナンス

NX・TCリース&ファイナンス株式会社（エヌエックスティーシーリースアンドファイナンス）は、東京都港区に本社を置くリース会社。日通商事のリース部門事業を引き継ぐ形で、日本通運（のちにNIPPON EXPRESSホールディングス）と東京センチュリー、損害保険ジャパンの3社が共同出資して設立した。

## 概要
日本通運グループの日通商事（1964年発足・現NX商事）のリース・オートリース部門機能を、2021年に分社化して日通リース&ファイナンスとし発足した。（1月15日法人設立、4月1日営業開始）2023年に現社名に変更。

## 事業内容
- リース&ファイナンス
  - ファイナンスリース
  - オペレーティングリース
  - 購入選択権付リース
- 自動車リース
  - オートリース
  - メンテナンスリース
  - 中古車両買取サービス
- 割賦販売
- レンタル
- 不動産リース
- 環境エネルギーサービス

（出典）

## 沿革

### 日通商事リース部門沿革
- 1958年 - 株式会社日通保険総代理社設立
- 1964年 - 日通産業を吸収合併し、日通商事に商号変更
- 1966年 - 日通商事が日本通運の車両設備リースを目的としてリース部門を設立、本社東京都千代田区外神田。
- 1967年 - 一般顧客向けリース業務を開始
- 1971年 - リース事業協会設立と同時に入会
- 1973年 - 全国に拠点を設置し営業体制を整備
- 2012年 - 中古車買取事業を開始

### 日通リース&ファイナンス時代
- 2021年 - 日通商事からリース部門を分割し、日本通運および東京センチュリー、損害保険ジャパンの共同出資により新会社「日通リース&ファイナンス」を設立して事業譲渡。
  - 同年 - 株式会社格付投資情報センター(R&I)の格付を取得。発行体格付:AA-。
- 2022年 - Pマーク（プライバシーマーク）を取得。

### NX･TCリース&ファイナンス時代
- 2023年 - 日通グループの組織再編・持株会社制移行などにより現名に社名変更。